# Dan Tangnes
Dan Tangnes (* 3. März 1979 in Oslo) ist ein ehemaliger norwegischer Eishockeyspieler und derzeitiger -trainer. Seit Sommer 2025 ist er als Cheftrainer beim Rögle BK aus der Svenska Hockeyligan (SHL) angestellt.

## Karriere
Tangnes spielte im Nachwuchs von Vålerenga IF und wechselte als Jugendlicher ins Nachbarland Schweden, um dort seine Eishockey-Ausbildung beim Rögle BK fortzusetzen. In der Saison 1997/98 verbuchte der norwegische Junioren-Nationalspieler erste Spielminuten in Rögles Herrenmannschaft in der dritthöchsten Spielklasse Schwedens. Im Spieljahr 1999/2000 lief er für den schwedischen Zweitligisten Gislaveds SK auf, spielte in der Saison 2000/01 in seinem Heimatland Norwegen in Lillehammer, ehe er bis 2005 für den schwedischen Drittligaverein Jonstorps IF spielte.
Als Trainer war Tangnes ab 2005 zunächst in der Jugendabteilung des Rögle BK tätig, in der Saison 2006/07 betreute er die Mannschaft von Jonstorps IF in der dritten schwedischen Liga als Cheftrainer und kehrte dann zu Rögle BK zurück, wo er abermals im Nachwuchsbereich trainierte und teils auch als Assistenztrainer der Herrenmannschaft tätig wurde. Im November 2011 übernahm er das Cheftraineramt bei Rögles Herrenmannschaft in der zweiten schwedischen Liga (HockeyAllsvenskan) und führte sie im Frühjahr 2012 zum Aufstieg in die erste Liga. Er hatte dieses Amt bis Januar 2013 inne, anschließend war er Co-Trainer in Rögle. Zu Beginn der Saison 2013/14 stand er erneut kurzfristig als Rögles Cheftrainer in der Verantwortung, wurde jedoch Ende Oktober 2013 entlassen, nachdem er mit seiner Mannschaft lediglich 16 Punkte in 15 Spielen geholt hatte.
Tangnes wechselte 2014 als Assistenztrainer zum Linköping HC in die erste schwedische Liga, mit Beginn der Saison 2015/16 übernahm er den Cheftrainerposten, den er bis zum Ende des Spieljahres 2017/18 besaß. Die Trennung kam zustande, obwohl er noch einen bis 2020 geltenden Vertrag hatte.
Ende April 2018 wurde er als neuer Cheftrainer des EV Zug vorgestellt und sollte beim schweizerischen Nationalligisten „die Umsetzung der gewählten Strategie als ambitionierter Ausbildungsklub“ vorantreiben. In seinem ersten Jahr als Zuger Trainer führte er die Mannschaft zur Vizemeisterschaft und zum Gewinn des Pokalwettbewerbs. Nach dem Saisonende versprach er, die Zuger Anhängerschaft stolz zu machen und die Meisterschaft zu gewinnen. In der Saison 2020/21 gewann Tangnes mit Zug die Schweizer Meisterschaft, nachdem zuvor bereits die Qualifikation als Tabellenerster beendet worden war. In der Endspielserie schlug Tangnes’ Mannschaft Genève-Servette HC mit 3:0, der Erfolg kam dank eines «attraktiven, mutigen und offensiven Spielsystems» zustande, das der Norweger den Zugern verordnet hatte. 2022 wurde er mit Zug abermals Schweizer Meister, dabei wurde in der Endspielserie gegen die ZSC Lions ein 0:3-Rückstand aufgeholt, was zuvor keiner Schweizer Mannschaft gelungen war.
Im Sommer 2025 kehrte er als Cheftrainer zum Rögle BK zurück.

## Erfolge und Auszeichnungen
- 2019 Schweizer Cupsieger mit dem EV Zug
- 2021 Schweizer Meister mit dem EV Zug
- 2022 Schweizer Meister mit dem EV Zug